# Christian Barthold Rotermann
Christian Barthold Rotermann (Tallinn, 1840. június 9. – Tallinn, 1912. július 6.) balti német kereskedő és iparos, nagyvállalkozó volt Tallinnban.

## Életrajza
Apja Christian Abraham Rotermann (1801–1870), aki az 1800-as évek második felében Tallinnban. Viru tértől északra eső városrészben 1849-ben létrehozta a Chr. Rotermann kereskedőházat, majd a vállalkozást tovább bővítette ipari üzemekkel (keményítő- és lepárlóüzem, malom, pékség, hűtőház, gőzfejlesztő üzem), és létrejött a ma Rotermann-negyednek nevezett városrész.
Christian Barthol Rotermann folytatta az 1870-ben elhunyt apja üzletét. A Rotermann céget fa- és fémfeldolgozó üzemmel bővítette. 1879-ben gőzgépállomást hozott létre, 1887-ben tésztagyárat nyitott, 1888-ban új áruházat épített. A Rotermann cég malma volt a legnagyobb kapacitású abban az időben Tallinnban, ahová a gabonát főleg a Volga vidékéről és Nyugat-Szibériából szállították. Az 1880-as években a Rotermann gyár területén már saját telefonhálózat működött.
1905–1908 között sóraktárat nyitott az importált só feldolgozására és tárolására. 1909–1910-ben a Mere utcában egy háromszintes vöröstéglás lakóépületet építtetett. Az épület az akkoriban divatos finn nemzeti romantizmus építészeti irányzatát követte.
1912-ben kibővítette az áruházat. Új kenyérgyárat hozott létre, amelynek Viljandiban is volt kirendeltsége.
Christian Barthold Rotermann tagja volt a Tallinni városi tanácsnak és Belgium tiszteletbeli konzulja volt. Az egyik első ember volt Tallinnbna, aki autót vásárolt.
1912. július 6-án hunyt el Tallinnban.
A családi vállalkozást fia, Christian Ernst August Rotermann (1869–1950) vitte tovább. A Rotermann cég Észtország egyik legjelentősebb élelmiszeripari vállalat volt a következő évtizedekben is. A cég működésének Észtország szovjet megszállása vetett véget.